# Рушанский хребет
Руша́нский хребе́т — горный хребет на западе Памира, в Таджикистане, между реками Гунт и Бартанг. На востоке сочленяется с Северо-Аличурским хребтом.
Протяжённость хребта составляет около 120 км. Высшая точка — пик Патхор (6080 м). Сложен гранитоидами, метаморфическими и глинистыми сланцами, кварцитами, песчаниками, известняками, гнейсами. Гребень имеет резкие альпийские формы. Значительное оледенение.
На склонах преобладает ландшафт каменистого высокогорья, переходящий ниже в субтропические степи, полынные полупустыни и пустыни горных долин, по долинам рек — ива, облепиха, тополь, боярышник, берёза.